# 约翰·奥斯本 (帆船运动员)
约翰·奥斯本（英語：John Osborn，1945年9月8日—），英国前男子帆船运动员。他曾代表英国参加1976年夏季奥林匹克运动会帆船比赛，联同雷吉·怀特获得一枚金牌。